# Demografische transitie

Pre-transitie waarin de sterfte- en geboortecijfers ongeveer gelijk zijn;
fase 1 waarbij sterftecijfer daalt en geboortecijfer gelijk blijft met een grote bevolkingsaanwas tot gevolg;
fase 2 waarbij het geboortecijfer ook gaat dalen;
post-transitie waarbij sterfte- en geboortecijfers weer min of meer in evenwicht zijn.
Tijdens de overgang vindt een bevolkingsexplosie plaats. Zo groeide de wereldbevolking van 1610 miljoen in 1900 naar 2509 miljoen in 1950 en 6100 miljoen in 2000. De verwachting is dat er in 2050 er 9500 miljoen inwoners zullen zijn.

De vier fasen van de demografische transitie weergegeven in de vorm van bevolkingspiramiden

Een demografische transitie of demografische revolutie is de overgang van een hoog sterfte- en geboortecijfer naar een laag sterfte- en geboortecijfer binnen een bepaalde bevolkingsgroep.
In West-Europa werd deze overgang gemaakt tussen 1750 en 1960, dus vanaf de tweede helft van de 18e eeuw, in het klimaat van industrialisatie dat in de 18de eeuw in Europa kiemde. Een gevolg was de sterke toename van de Europese bevolking in die periode. In de zuidelijke continenten startte de demografische transitie veel later en werd deze ingezet door een verbetering van de gezondheidszorg. De sterfte daalde er sneller dan de vruchtbaarheid, waardoor de toename van de bevolking er ook sterker was. In een groot deel van Afrika is de transitie nog lopend.
De transitie verloopt per land verschillend, waarbij de nationale geschiedenis (oorlogen etc.) het standaardbeeld kunnen verstoren. De demografische transitie in Nederland kenmerkt zich bijvoorbeeld door een tussen 1880 en 1950 slechts geleidelijk verlagen van de geboorte- en sterftecijfers, met in 1945 en 1946 een geboortegolf vanwege het eind van de Tweede Wereldoorlog. In China wordt de demografische transitie weer sterk beïnvloed door de eenkindpolitiek van de regering.

## Verloop
Voordat de demografische transitie inzet bestaat het volgende beeld. Het sterftecijfer is relatief hoog, ook vooral onder kinderen. Veel kinderen halen de leeftijd van 5 jaar niet eens. Daarom is ook het geboortecijfer hoog. Een andere reden voor een hoog geboortecijfer is de ontoereikendheid van oudedagsvoorzieningen: de kinderen worden geacht later voor de ouders te zorgen en hoe meer kinderen, des te meer zekerheid. Bovendien zijn voorbehoedsmiddelen onbekend, niet beschikbaar, of niet geaccepteerd. Leefomstandigheden, gezondheidszorg en hygiëne zijn slecht, waardoor bij tijd en wijle epidemieën zoals mazelen, cholera en pokken grote hoeveelheden slachtoffers maken en pieken in de sterftecijfers veroorzaken. Ziekten of ernstige verwondingen lopen vaak fataal af. De bevolking groeit hierdoor niet of langzaam.
De economische ontwikkeling van een land of de industriële revolutie zorgen voor het inzetten van de demografische transitie. Leefomstandigheden, hygiëne en gezondheidszorg verbeteren. Hierdoor verlaagt het sterftecijfer drastisch. Met name de kindersterfte neemt af. Het geboortecijfer blijft hierbij achter en blijft nog steeds hoog. Hierdoor versnelt de bevolkingsgroei. Bovendien is het mogelijk dat dit effect versterkt wordt doordat immigranten op het economische succes afkomen en dus ook het migratiesaldo zijn steentje bijdraagt. De verstedelijking neemt hierdoor toe. Het krijgen van veel kinderen wordt hierdoor ook steeds minder lonend, bovendien kosten kinderen in een moderne economie ook meer en meer geld. Het is mogelijk dat het economisch succes leidt tot het instellen van betere pensioenregelingen waardoor kinderen niet of minder voor hun ouders hoeven te zorgen. Door de verstedelijking krijgen ook nieuwe ideeën hun ingang en vindt ontkerkelijking plaats. Voorbehoedsmiddelen worden meer en meer geaccepteerd en de seksuele revolutie en vrouwenemancipatie doen hun intrede. Door deze redenen daalt in een later stadium ook het geboortecijfer, waardoor de bevolkingsgroei weer afneemt.
Na het voltooien van de demografische transitie zien we een laag geboortecijfer en een laag sterftecijfer. Een vergrijzingsgolf zal zich inzetten doordat de generatie uit de demografische transitie ('babyboomers') veroudert en zelf een kleinere generatie voortbrengt. Dit kan druk op de sociale voorzieningen veroorzaken. In dit stadium zien staten zich gedwongen hun pensioenstelsels aan te passen of lopen de begrotingstekorten op omdat ze noodgedwongen de pensioentekorten uit de nationale begroting moeten aanvullen. Het is zelfs mogelijk dat door de vergrijzing het sterftecijfer het geboortecijfer overtreft en de bevolking licht gaat dalen. Wanneer de 'babyboomers' zijn overleden is ook de vergrijzing voorbij en kan men de demografische transitie als volledig voltooid zien.

## Europa
De bevolking van Europa steeg van 163 miljoen in 1740 tot 408 miljoen in 1900. Dankzij betere landbouw- en veeteeltmethoden en de teelt van nieuwe gewassen (mais, aardappels) namen de opbrengsten sterk toe en kon de groeiende bevolking gevoed worden. Dit werd ook mogelijk gemaakt door een verbetering van het klimaat. Dankzij onder meer verbetering van de hygiëne en verlaging van de (gemiddelde) huwelijksleeftijd versnelde na 1800 de groei nog. Hoewel Europa in de negentiende eeuw regelmatig geteisterd werd door uitbraken van cholera, kwamen epidemieën, met name dankzij de aanleg van drinkwaterleidingen en rioleringssystemen, na 1870 veel minder voor. Een uitzondering hierop vormde de uitbraak van de Spaanse griep in 1918/1919, waarbij miljoenen Europeanen omkwamen. De demografische transitie werd op gang gebracht door de mechanisering in de landbouw en liep grotendeels parallel aan de industriële revolutie die zorgde voor hogere productie van kleding, gereedschappen en dergelijke. Dit gaf ook uitbreiding van werkgelegenheid. De snel toenemende verstedelijking bood een woonplek aan de expanderende bevolking.
Er vond dus een moderniseringsproces plaats, waardoor de Europese samenleving drastisch veranderde. Op alle gebieden (economisch, sociaal, politiek, cultureel en religieus) waren de veranderingen groot.

### Theorie van Malthus
Thomas Malthus schreef in 1798 een pamflet over de demografische revolutie (An Essay on the Principles of Population). Hij beschreef daarin de wetten die de bevolkingsgroei beheersen, de bevolking zou om de 25 jaar verdubbelen in omvang, terwijl het landbouwareaal in dezelfde periode met slechts één eenheid kon toenemen. Hongersnood, ziektes en oorlogen zouden hiervan het gevolg zijn. Malthus noemde dit de repressive check. Om deze door hem voorziene catastrofes af te wenden pleitte hij voor 'preventive checks'. Hiermee doelde hij op het afwenden van crises door aanpassing van het demografisch gedrag van de bevolking. Een voorbeeld hiervan is de 'moral restraint'; het uitstellen van het huwelijk of helemaal niet huwen om nakomelingen te vermijden.
Rond 1845 leek het erop dat Malthus gelijk zou krijgen; een hongersnood teisterde Europa als gevolg van een massaal om zich heen grijpende aardappelziekte. Ondanks de agrarische- en industriële revolutie duurde het een aantal jaar voordat er weer voldoende voedsel en werk was voor de steeds maar groeiende bevolking. Die moest echter vaak met weinig genoegen nemen en door de bijzondere omstandigheden - zoals in Oekraïne en bepaalde delen van Rusland - kwamen daar nog tot ver in de twintigste eeuw miljoenen mensen om door hongersnoden. De visie van Malthus stimuleerde de industriële revolutie en de neiging tot geboortebeperking, maar zou later blijken te pessimistisch te zijn. Door bijvoorbeeld de import van nieuwe voedingsgewassen en innovatie in de bewerking van agrarische producten was er in de negentiende eeuw en later in het industrialiserende deel van de wereld geen sprake van verhoogde mortaliteitscijfers door tekorten. En met de verhoging van de productiviteit in de landbouw groeide ook in die sector nog vele tientallen jaren het aantal arbeidsplaatsen.

### Jeugdbult
Wanneer de demografische transitie aanvangt en de sterftecijfers beginnen te dalen, zal dit in eerste instantie betekenen dat veel kinderen die voorheen jong overleden volwassen worden. De brede basis van de piramide versmalt hierdoor niet en 'schuift' op naar boven. Dit kan een 'jeugdbult' ('youth bulge') veroorzaken, een oververtegenwoordiging van jongeren in de leeftijd 18-24. Het gevolg hiervan is dat vrij plotseling een grote groep jongeren toetreedt tot een arbeidsmarkt die deze grote toevloed niet kan verwerken. De (jeugd)werkloosheid zal hierdoor explosief toenemen. Bovendien zijn jongeren gevoeliger voor nieuwe denkbeelden en gaan sneller over tot bekritiseren van de oudere generatie die de macht in handen heeft. Hiermee kan de jeugdbult politieke instabiliteit veroorzaken, uiteraard afhankelijk van hoe een land hiermee om kan gaan. De Russische econoom Korotajev wijst de aanwezigheid van een jeugdbult in Arabische landen (met name Egypte) aan als voornaamste oorzaak voor de Arabische Lente.

### Demografische fuik
Het begrip 'demografische fuik' ('demographic trap') ziet op situaties waar de demografische transitie tot een vicieuze cirkel leidt. Dit is met name in de volgende twee situaties mogelijk:
- De bevolkingsgroei die wordt veroorzaakt door de demografische transitie kan leiden tot overbevolking en daarmee tot een afname van de levensstandaard. Hierdoor zal het geboortecijfer hoog blijven want kinderen vormen immers een oudedagsvoorziening wanneer er geen goede pensioenregelingen bestaan (omdat hier door de slechte economische omstandigheden bijvoorbeeld geen ruimte voor is). Hierdoor blijft de bevolking onverminderd groeien waardoor de omstandigheden slecht blijven. Dit ziet men vooral wanneer de demografische transitie inzet in een gebied met weinig hulpbronnen en andere economische mogelijkheden. Een typisch voorbeeld van een gebied in een dergelijke demografische fuik is de Gazastrook. Dit is de zogenaamde 'Malthusiaanse val'.
- Ook aan het eind van de demografische transitie kan een land in een demografische fuik belanden, veroorzaakt door vergrijzing. Door het weglekken van financiële middelen om de vergrijzingskosten te betalen vermindert de ruimte voor consumptie en hiermee uiteindelijk ook de belastinginkomsten voor de overheid. Deze heeft hierdoor nog minder speelruimte om maatregelen te nemen waardoor de economie nog verder onder druk zal staan. Bovendien zal de zwaarder belaste generatie hierdoor nog minder geneigd zijn om aan kinderen te beginnen, aangezien kinderen duur en de economische vooruitzichten duurzaam somber zijn. Hierdoor zal een nog kleinere generatie worden voortgebracht waardoor de vergrijzing en bevolkingsdaling doorzetten. Een voorbeeld van een land dat zich in deze situatie bevindt is Japan, maar ook voor China, Rusland en de rijke West-Europese landen dreigt een dergelijke situatie te ontstaan in de nabije toekomst.